# فربيون شديد
الفربيون الشديد (باللاتينية: Euphorbia arguta) نوع نباتي يتبع جنس الفربيون من الفصيلة اللبنية.

## الموئل والانتشار
ينتشر في شرق حوض البحر الأبيض المتوسط من بلاد الشام إلى مصر وشرق المغرب العربي واليونان وتركيا.

## مرادفات للاسم العلمي
- (باللاتينية: Tithymalus argutus (Banks & Sol.) Soják)
- (باللاتينية: Euphorbia calendulifolia Delile)
- (باللاتينية: Tithymalus calendulifolius (Delile) Raf.)
- (باللاتينية: Euphorbia arguta var. dasycarpa Plitmann)